# Jens Fredrik Schroeter
Jens Fredrik Wilhelm Schroeter, född 21 maj 1857 i Kristiania, död där (då Oslo) 27 april 1927, var en norsk astronom.
Schroeter blev student 1876 och realkandidat 1882. Efter att 1882-83 ha tjänstgjort som förste observator vid den norska polarstationen Bossekop i Alten och 1884-88 ha varit assistent vid Meteorologisk institutt blev han 1891 observator vid Kristiania universitets astronomiska och magnetiska observatorium och 1919 professor i astronomi vid universitetet. Åren 1888-90 studerade han astronomi i utlandet med offentligt stipendium.
Av Schroeters vetenskapliga arbeten kan nämnas Ober die tägliche Periode der Feuchtigkeit in Kristiania (meddelat av Henrik Mohn i "Meteorologische Zeitschrift" 1889) och Untersuchungen über die Eigenbewegung von Sternen in der Zone 65˚-70˚ nördlicher Declination (1903). På uppdrag av Videnskabsselskabet i Kristiania och styrelsen för Fridtjof Nansens fond utgav han Sophus Tromholts postuma arbete Catalog der in Norwegen bis Juni 1878 beobachteten Nordlichter (1902). De tillsammans med Hans Geelmuyden 1897-1907 utförda stjärnobservationerna med meridiancirkeln trycktes i Meridian Beobachtungen von Sternen in der Zone 65˚-70˚ nördlicher Declination von Hans Geelmuyden und Jens Fredrik Schroeter, 1. Die Beobachtungen und deren Resultate (1909), 2. Katalog (1912).
Vidare utgav han Bestimmung der Bahn des Cometen 1864, III (1905), en Haandbog i Kronologi, I-II (1923-25) samt Sonnenfinsternisse von 600 bis 1800 n.Chr. (1923), en beräkning av samtliga i Europa under denna period synliga centrala solförmörkelser med kartor (totalt 300), och månförmörkelser (totalt 671). Från 1920 var han redaktör för den av universitetet utgivna almanackan. I bland annat "Astronomische Nachrichten" och "Naturen" publicerade han observationer av planeter och kometer och populärvetenskapliga astronomiska artiklar. Han utgav vidare ett antal astronomiska föredrag, hållna vid Kristiania Arbeiderakademi, Astronomi for alle (1888) samt en Lærebog i Astronomi (1900).
Åren 1900-06 var han ordförande i styrelsen för Folkeakademiet i Kristiania. Från 1916 var han norgeredaktör för "Nordisk astronomisk Tidsskrift". Han blev 1893 medlem av Det Norske Videnskaps-Akademi och 1923 utländsk medlem (associate) av Royal Astronomical Society i London. År 1925 tilldelades han Fridtjof Nansens pris för sina astronomiska arbeten.